# یو دات‌کام
یو دات کام (You.com)، یک موتور جستجوی مبتنی بر هوش مصنوعی است و ابزارهای متنوعی را ارائه می‌کند.
شرکت گرداننده آن بر رعایت حریم خصوصی و تعهدش مبنی به عدم فروش اطلاعات کاربران و یا استفاده از تبلیغات هدفمند تهاجمی تأکید دارد.

## ابزارها

### YouChat
YouChat یک دستیار جستجوی مکالمه مبتنی بر هوش مصنوعی است. این ابزار برای ارائه پاسخ به سؤالات پیچیده، توضیح مفاهیم، پیشنهاد ایده‌ها، ترجمه متون، خلاصه کردن مقالات، نوشتن ایمیل و نوشتن قطعه کد طراحی شده‌است. از رویدادهای جاری به‌روز می‌ماند و منابع خود را ذکر می‌کند تا کاربران بتوانند از ارائه پاسخ‌های دقیق مطمئن شوند.

### YouWrite
YouWrite یک ابزار نگارش بر پایه هوش مصنوعی است که به نویسندگان و وبلاگ نویسان در تمام سطوح کمک می‌کند. این ابزار به ایجاد انواع محتوای نوشتاری از جمله ایمیل، پست‌های وبلاگ، رمان، مقاله و پست‌های شبکه‌های اجتماعی کمک می‌کند.

### YouImagine
YouImagine یک ابزار تولید تصویر با هوش مصنوعی است.

### YouCode
YouCode ابزاری است که دسترسی سریع و آسان به طیف وسیعی از منابع مانند گیت‌هاب، استک اورفلو و … را ارائه می‌دهد.

## در ایران
هم اکنون دسترسی به این وبسایت با آی‌پی ایرانی ممکن نیست.